# Despărțire
„Despărțire” este o poezie scrisă de Mihai Eminescu, publicată pentru prima oară pe 1 octombrie 1879 în revista Convorbiri literare și apărută apoi în volumul Poesii din 1884.